# Les Trois P'tits Cochons 2
Pour les articles homonymes, voir Les Trois Petits Cochons (homonymie).
Série Les Trois P'tits Cochons
Les Trois P'tits Cochons
(2007)
Pour plus de détails, voir Fiche technique et Distribution.
Les Trois P'tits Cochons 2 (typographié pour l'exploitation Les 3 P'tits Cochons 2) est un film québécois réalisé par Jean-François Pouliot, sorti le 1er juillet 2016.
Il s'agit de la suite du film Les Trois P'tits Cochons, sorti en 2007.

## Synopsis
Les événements du récit se déroulent neuf ans après ceux du premier film.
À son retour d'un voyage d'affaires, Rémy, l'aîné prospère de trois frères, se voit expulsé de son foyer conjugal par sa femme Dominique qui rompt leur relation à la suite de photos compromettantes montrant son infidélité. Ignorant cette rupture, son jeune frère Christian, éternel adolescent, arrive amoché chez son frère et se voit accorder le gîte dans la cabane à jardin. Mais, la situation changera quand celui-ci apprendra la séparation du couple. Mathieu, le troisième frère, 
de son côté, a une vie familiale paisible mais sa vie sexuelle est troublée par des problèmes érectiles. À la suite d'une crise de panique du frère aîné, les deux plus jeunes découvrent que leur frère moralisateur dont ils vouaient l'audace et la capacité de gérer ses infidélités, n'est pas infaillible.

## Fiche technique
- Titre original : Les Trois P'tits Cochons 2
- Réalisation : Jean-François Pouliot
- Scénario : Claude Lalonde, Pierre Lamothe
- Musique : Martin Léon
- Direction artistique : Mario Hervieux
- Décors : Marzia Pellissier
- Costumes : Francesca Chamberland
- Coiffure : Nathalie Dion
- Maquillage : Lizane LaSalle
- Photographie : Jonathan Decoste
- Son : Christian Bouchard, Raymond Vermette, Stéphane Bergeron
- Montage : Jean-François Bergeron
- Production : Christian Larouche. Pierre Gendron
- Sociétés de production : Christal Films Productions, Bloom Films
- Sociétés de distribution : Les Films Séville, Christal Films
- Budget : 6 millions de dollars[1]
- Pays d'origine :  Canada
- Langue originale : français
- Format : couleur, format d'image 2.35 : 1
- Genre : comédie
- Durée : 103 minutes
- Dates de sortie :
  - Canada : 27 juin 2016[2]
  - Canada : 1er juillet 2016  (sortie en salle au Québec)

## Distribution
- Guillaume Lemay-Thivierge : Christian
- Paul Doucet : Rémy
- Patrice Robitaille : Mathieu
- Sophie Prégent : Dominique
- Isabel Richer : Geneviève
- Maxime Lepage : Olivier
- Naomi La : Camille
- Océane Bergeron : Chloé
- Francine Ruel : Ginette
- Hélène Reeves : Odette
- Jean Antoine Charest : Stef